# Narathura sophrosyne
Narathura sophrosyne is een vlinder uit de familie van de Lycaenidae. De wetenschappelijke naam van de soort is voor het eerst geldig gepubliceerd in 1889 door Grose-Smith.